# 毛木防己
毛木防己（学名：Cocculus orbiculatus var. mollis）为防己科木防己属下的一个变种。

## 扩展阅读
- 維基物種上的相關：毛木防己